# Феррейра Карраско, Янник
Янни́к Ферре́йра Карра́ско (фр. Yannick Ferreira Carrasco; род. 4 сентября 1993, Иксель) — бельгийский футболист, полузащитник саудовского клуба «Аш-Шабаб» и сборной Бельгии. Участник трёх чемпионатов Европы (2016, 2020 и 2024) и двух чемпионатов мира (2018 и 2022).

## Клубная карьера

### Ранние годы

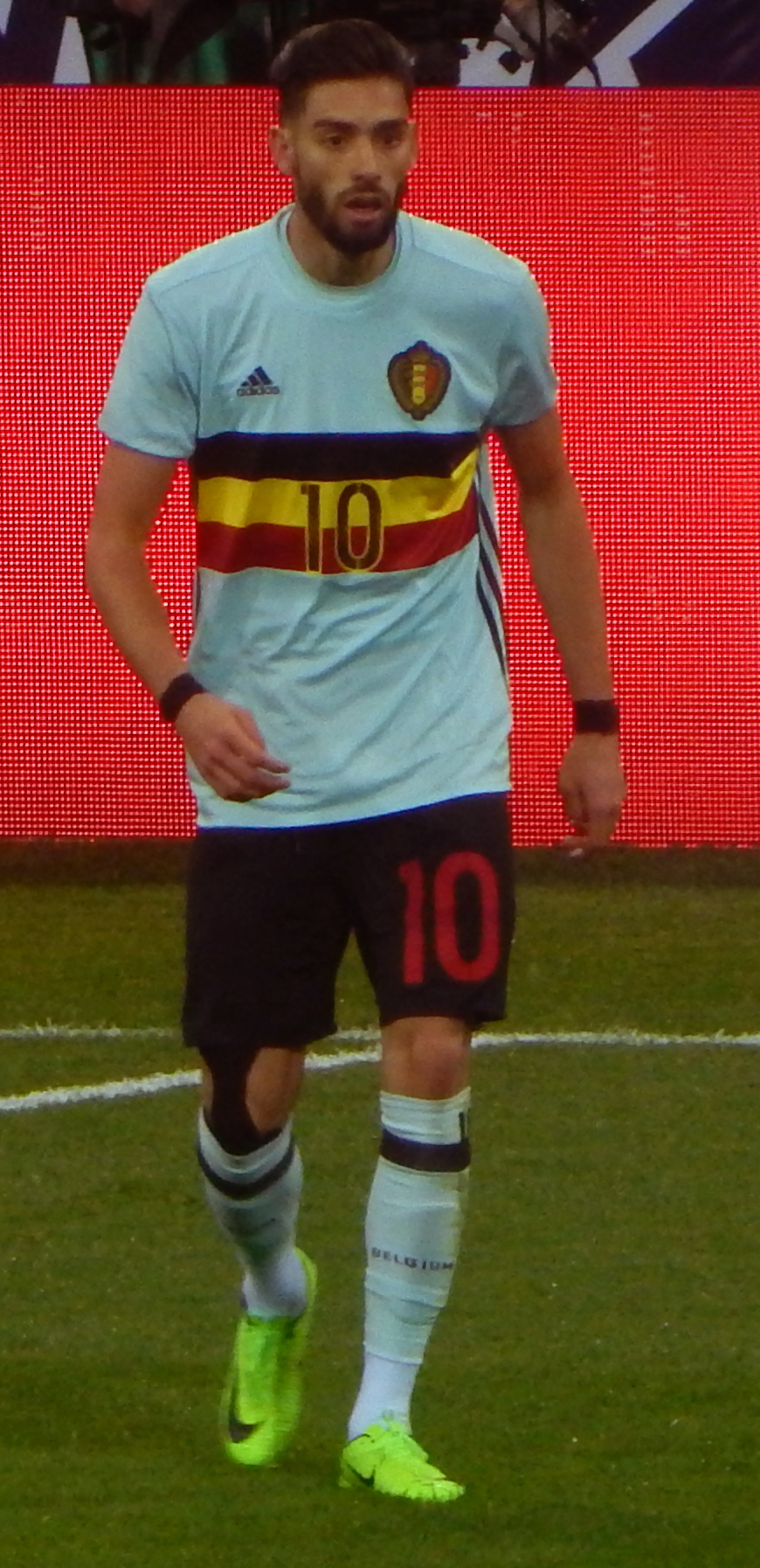
Во время товарищеского матча со сборной России в Сочи на стадионе Фишт

Отец Янника — португалец, мать — испанка. На раннем этапе карьеры, Янник использовал обе фамилии своих родителей, но с 2015 года предпочитает лишь фамилию матери, Карраско, объясняя это ранним уходом отца из семьи. Благодаря своему происхождению, имел возможность играть за сборные Португалии и Испании, но ещё с подросткового возраста сконцентрировался на выступлениях за Бельгию, в которой вырос.
Янник является воспитанником бельгийского клуба «Беерсхот», в который перешёл из любительского «Дигем Спорта». В 2009 году он перебрался в «Генк», где играл в одной группе с Кевином Де Брёйне. В 16 летнем возрасте присоединился к французскому «Монако» и начал играть за фарм-клуб «монегасков».

### «Монако»
На старте сезона 2012/13 дебютировал в основной команде. Ровно через месяц забил первый гол в матче против «Тура» (4:0). Карраско пользовался доверием Клаудио Раньери и за весь сезон начинал на скамейке запасных только шесть матчей. Забил восемь мячей, включая дубль в поединке против «Осера» (0:2). Его команда с лёгкостью выиграла чемпионат второго дивизиона и вышла в Лигу 1.
Летом 2013 года в «Монако» пришли большие инвестиции, а вместе с ними и звёздные игроки. Однако Карраско сохранил место в основе, забив первый гол 5 октября в противостоянии с «Сент-Этьеном». Через неделю оформил дубль в матче с «Сошо» (2:2). По итогам сезона стал вице-чемпионом Франции, а также был номинирован на награду Golden Boy.
Летом 2014 года был близок к переходу в «Рому». Стороны согласовали условия выкупа игрока — 5 миллионов евро, а сам Карраско должен был подписать контракт на 4 года с окладом в 2 миллиона евро за сезон. Однако трансфер сорвался и Феррейра продлил соглашение с «Монако» до 2019 года. Состав княжеского клуба пополнили звёзды бразильского Мундиаля, поэтому Карраско на старте следующего сезона оказался в запасе. Свой первый гол забил лишь 18 октября в противостоянии с «Эвианом» (2:0). Уже в следующем туре отметился голом и голевой передачей в матче против «Бастии» (1:3). Зимой Карраско набрал великолепную форму, отметившись ещё двумя голами в поединках против «Меца» (1:0) и «Лиона» (1:1). А в феврале игрок вышел на замену в первом матче 1/8 Лиги Чемпионов против «Арсенала» и забил третий гол своей команды, который в итоге позволил «монегаскам» пройти в следующий этап турнира.

### «Атлетико Мадрид»

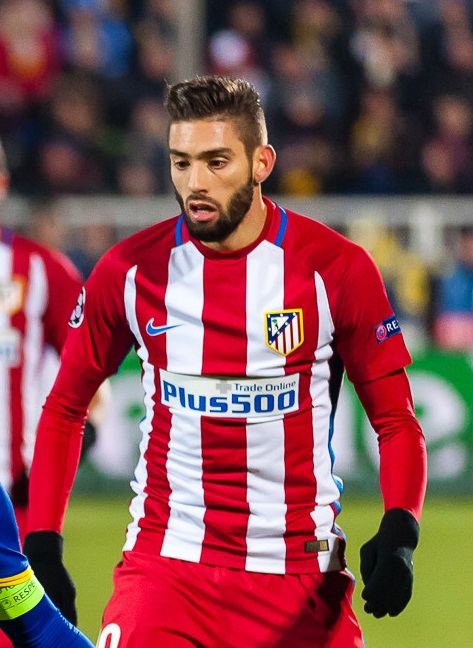
Во время матча Лиги Чемпионов против «Ростова»

7 июля 2015 года стало известно, что «Атлетико Мадрид» ведёт переговоры о покупке Карраско. Через три дня официальный сайт «матрасников» информировал о подписании соглашения на пять лет, сумма трансфера составила 20 миллионов евро. На «Висенте Кальдерон» бельгиец должен был заменить Арду Турана, отправившегося чуть ранее в «Барселону». Однако сам Карраско заявил, что переходит в Мадрид не для того, чтобы подменять кого-либо:
Эти первые дни в «Атлетико» сложились для меня удачно. Я уже тренировался со своими новыми одноклубниками и чувствую себя хорошо. Я перешёл в «Атлетико» не для того, чтобы заменить Турана. Буду бороться за то, чтобы завоевать место в основном составе команды. Переход в этот клуб является для меня осуществлением мечты.
30 августа 2015 года Феррейра дебютировал в новой команде в поединке против «Севильи» (0:3). Свой первый гол забил 18 октября в противостоянии с «Реал Сосьедадом» (0:2). Затем помог «Атлетико» обыграть дома «Валенсию» (2:1). Довольно часто Карраско использовался Диего Симеоне как игрок, который может изменить ход игры после выхода на замену. Именно решение Симеоне о выпуске Карраско на поле в финальном матче Лиги Чемпионов сезона 2015/16 против мадридского «Реала» повлияло на дальнейший ход матча. Карраско был одним из лучших игроков на поле, его постоянные ускорения в атаке, а также удававшиеся финты помогали Карраско измотать защитников «Реала», в частности, Дани Карвахаля. И именно Янник сравнял счёт в матче, отличившись на 79-й минуте матча, однако в серии пенальти «Атлетико» вновь проиграл «Реалу». Он стал первым бельгийцем, который когда-либо забивал в финале Лиги Чемпионов. Во время празднования взятия ворот Янник побежал на трибуны, где поцеловал свою девушку Ноэми Хэппарт, Мисс Бельгию 2013 года.
В следующем сезоне за «Атлетико» Карраско провёл 53 матча во всех соревнованиях и забил 14 мячей, установив новый личный рекорд результативности.

### «Далянь Ифан»
26 февраля 2018 года Карраско и его одноклубник Гайтан перешли в «Далянь Ифан». Сумма трансфера бельгийца составила 30 миллионов евро. В новом клубе Карраско стал играть под номером «10». 3 марта дебютировал за клуб в матче против «Шанхай СИПГ», закончившемся поражением со счетом 8:0. Свой первый гол в чемпионате Китая забил 31 марта в матче против «Хэнань Цзянье», прервавшем серию клуба из трёх поражений на старте сезона.

### Возвращение в «Атлетико Мадрид»
31 января 2020 года Карраско вернулся в аренду в «Атлетико» до конца сезона. 8 сентября 2020 года перешёл в клуб на постоянной основе, подписав четырёхлетний контракт. 21 ноября 2020 года забил единственный гол в матче против «Барселоны». В сезоне 2020/21 Янник Феррейра Карраско оформил в чемпионате 6+10 по системе гол+пас, тем самым внеся значительный вклад в 11-е чемпионство «Атлетико» в истории и первое для себя в составе мадридцев.

### «Аш-Шабаб»
4 сентября 2023 года Карраско подписал трехлетний контракт с саудовским клубом «Аш-Шабаб» за предполагаемую сумму в 15 миллионов евро.

## Карьера в сборной
Янник выступал в составе сборных Бельгии до 15, 17, 18, 19 и 21 года. В марте 2015 он дебютировал в первой команде «красных дьяволов», заменив Маруана Феллайни на 69-й минуте поединка квалификационного раунда Чемпионата Европы против Кипра (5:0). Впоследствии Карраско был включён в заявку сборной Бельгии для поездки на финальный этап турнира во Францию, где забил свой первый гол в сборной. Случилось это в матче 1/8 финала против Венгрии (4:0).
10 ноября 2022 года был включён в официальную заявку сборной Бельгии для участия в матчах чемпионата мира 2022 года в Катаре.

## Достижения
«Монако»
- Победитель Лиги 2: 2012/13

«Атлетико Мадрид»
- Чемпион Испании: 2020/21

## Статистика

### Клубная
| Клуб             | Сезон            | Лига | Лига | Кубок | Кубок | Кубок Лиги | Кубок Лиги | Еврокубки | Еврокубки | Итого | Итого |
| Клуб             | Сезон            | Игры | Голы | Игры  | Голы  | Игры       | Голы       | Игры      | Голы      | Игры  | Голы  |
| ---------------- | ---------------- | ---- | ---- | ----- | ----- | ---------- | ---------- | --------- | --------- | ----- | ----- |
| Монако           | 2012/13          | 27   | 6    | 2     | 0     | 2          | 2          | —         | —         | 31    | 8     |
| Монако           | 2013/14          | 18   | 3    | 4     | 1     | 0          | 0          | —         | —         | 22    | 4     |
| Монако           | 2014/15          | 36   | 6    | 4     | 0     | 2          | 1          | 10        | 1         | 52    | 8     |
| Монако           | Итого            | 81   | 15   | 10    | 1     | 4          | 3          | 10        | 1         | 105   | 20    |
| Атлетико Мадрид  | 2015/16          | 29   | 4    | 5     | 0     | —          | —          | 9         | 1         | 43    | 5     |
| Атлетико Мадрид  | 2016/17          | 35   | 10   | 6     | 2     | —          | —          | 12        | 2         | 53    | 14    |
| Атлетико Мадрид  | 2017/18          | 17   | 3    | 5     | 1     | —          | —          | 6         | 0         | 28    | 4     |
| Атлетико Мадрид  | Итого            | 81   | 17   | 16    | 3     | —          | —          | 27        | 3         | 124   | 23    |
| Далянь Ифан      | 2018             | 25   | 7    | 1     | 0     | —          | —          | —         | —         | 26    | 7     |
| Далянь Ифан      | 2019             | 25   | 17   | 1     | 0     | —          | —          | —         | —         | 26    | 17    |
| Далянь Ифан      | Итого            | 50   | 24   | 2     | 0     | —          | —          | 0         | 0         | 52    | 24    |
| Атлетико Мадрид  | 2019/20          | 15   | 1    | 0     | 0     | —          | —          | 1         | 0         | 16    | 1     |
| Атлетико Мадрид  | 2020/21          | 30   | 6    | 0     | 0     | —          | —          | 5         | 1         | 35    | 7     |
| Атлетико Мадрид  | 2021/22          | 34   | 6    | 3     | 0     | —          | —          | 7         | 0         | 44    | 6     |
| Атлетико Мадрид  | 2022/23          | 35   | 7    | 3     | 2     | —          | —          | 6         | 1         | 44    | 10    |
| Атлетико Мадрид  | Итого            | 114  | 20   | 6     | 2     | —          | —          | 19        | 2         | 139   | 24    |
| Всего за карьеру | Всего за карьеру | 326  | 76   | 34    | 6     | 4          | 3          | 56        | 6         | 420   | 91    |

### Международная
| Матчи и голы Карраско за сборную Бельгии | Матчи и голы Карраско за сборную Бельгии | Матчи и голы Карраско за сборную Бельгии | Матчи и голы Карраско за сборную Бельгии | Матчи и голы Карраско за сборную Бельгии | Матчи и голы Карраско за сборную Бельгии |
| №                                        | Дата                                     | Оппонент                                 | Счёт                                     | Голы                                     | Соревнование                             |
| ---------------------------------------- | ---------------------------------------- | ---------------------------------------- | ---------------------------------------- | ---------------------------------------- | ---------------------------------------- |
| 1                                        | 28 марта 2015 года                       | Кипр                                     | 5:0                                      | —                                        | Отборочные матчи ЧЕ-2016                 |
| 2                                        | 7 июня 2015 года                         | Франция                                  | 4:3                                      | —                                        | Товарищеский матч                        |
| 3                                        | 12 июня 2015 года                        | Уэльс                                    | 0:1                                      | —                                        | Отборочные матчи ЧЕ-2016                 |
| 4                                        | 13 ноября 2015 года                      | Италия                                   | 3:1                                      | —                                        | Товарищеский матч                        |
| 5                                        | 13 июня 2016 года                        | Италия                                   | 0:2                                      | —                                        | Чемпионат Европы 2016                    |
| 6                                        | 18 июня 2016 года                        | Ирландия                                 | 3:0                                      | —                                        | Чемпионат Европы 2016                    |
| 7                                        | 22 июня 2016 года                        | Швеция                                   | 1:0                                      | —                                        | Чемпионат Европы 2016                    |
| 8                                        | 26 июня 2016 года                        | Венгрия                                  | 4:0                                      | 90+1′                                    | Чемпионат Европы 2016                    |
| 9                                        | 1 июля 2016 года                         | Уэльс                                    | 1:3                                      | -                                        | Чемпионат Европы 2016                    |
| 10                                       | 1 сентября 2016 года                     | Испания                                  | 0:2                                      | —                                        | Товарищеский матч                        |
| 11                                       | 6 сентября 2016 года                     | Кипр                                     | 3:0                                      | 81′                                      | Квалификация ЧМ-2018                     |
| 12                                       | 7 октября 2016 года                      | Босния и Герцеговина                     | 4:0                                      | -                                        | Квалификация ЧМ-2018                     |
| 13                                       | 10 октября 2016 года                     | Гибралтар                                | 6:0                                      | -                                        | Квалификация ЧМ-2018                     |
| 14                                       | 9 ноября 2016 года                       | Нидерланды                               | 1:1                                      | 82′                                      | Товарищеский матч                        |
| 15                                       | 13 ноября 2016 года                      | Эстония                                  | 8:1                                      | 62′                                      | Квалификация ЧМ-2018                     |
| 16                                       | 25 марта 2017 года                       | Греция                                   | 1:1                                      | -                                        | Квалификация ЧМ-2018                     |
| 17                                       | 28 марта 2017 года                       | Россия                                   | 3:3                                      | -                                        | Товарищеский матч                        |
| 18                                       | 5 июня 2017 года                         | Чехия                                    | 2:1                                      | -                                        | Товарищеский матч                        |
| 19                                       | 9 июня 2017 года                         | Эстония                                  | 2:0                                      | -                                        | Квалификация ЧМ-2018                     |
| 20                                       | 9 июня 2017 года                         | Гибралтар                                | 9:0                                      | -                                        | Квалификация ЧМ-2018                     |
| 21                                       | 31 августа 2017 года                     | Греция                                   | 2:1                                      | -                                        | Квалификация ЧМ-2018                     |
| 22                                       | 31 августа 2017 года                     | Босния и Герцеговина                     | 4:3                                      | 83′                                      | Квалификация ЧМ-2018                     |
| 23                                       | 27 марта 2018 года                       | Саудовская Аравия                        | 4:0                                      | -                                        | Товарищеский матч                        |
| 24                                       | 2 июня 2018 года                         | Португалия                               | 0:0                                      | -                                        | Товарищеский матч                        |
| 25                                       | 6 июня 2018 года                         | Египет                                   | 3:0                                      | -                                        | Товарищеский матч                        |
| 26                                       | 11 июня 2018 года                        | Коста-Рика                               | 4:1                                      | -                                        | Товарищеский матч                        |
| 27                                       | 18 июня 2018 года                        | Панама                                   | 3:0                                      | -                                        | ЧМ-2018 (групповой этап)                 |
| 28                                       | 23 июня 2018 года                        | Тунис                                    | 5:2                                      | -                                        | ЧМ-2018 (групповой этап)                 |
| 29                                       | 2 июля 2018 года                         | Япония                                   | 3:2                                      | -                                        | ЧМ-2018 (1/8 финала)                     |
| 30                                       | 10 июля 2018 года                        | Франция                                  | 1:0                                      | -                                        | ЧМ-2018 (1/2 финала)                     |
| 31                                       | 7 сентября 2018 года                     | Шотландия                                | 4:0                                      | -                                        | Товарищеский матч                        |
| 32                                       | 11 сентября 2018 года                    | Исландия                                 | 3:0                                      | -                                        | Лига наций УЕФА 2018/19                  |
| 33                                       | 12 октября 2018 года                     | Швейцария                                | 2:1                                      | -                                        | Лига наций УЕФА 2018/19                  |
| 34                                       | 16 октября 2018 года                     | Нидерланды                               | 1:1                                      | -                                        | Товарищеский матч                        |
| 35                                       | 24 марта 2019 года                       | Кипр                                     | 2:0                                      | -                                        | Отборочные матчи ЧЕ-2020                 |
| 36                                       | 11 июня 2019 года                        | Шотландия                                | 3:0                                      | -                                        | Отборочные матчи ЧЕ-2020                 |
| 37                                       | 6 сентября 2019 года                     | Сан-Марино                               | 4:0                                      | -                                        | Отборочные матчи ЧЕ-2020                 |
| 38                                       | 9 сентября 2019 года                     | Шотландия                                | 3:0                                      | -                                        | Отборочные матчи ЧЕ-2020                 |
| 39                                       | 10 октября 2019 года                     | Сан-Марино                               | 9:0                                      | -                                        | Отборочные матчи ЧЕ-2020                 |
| 40                                       | 13 октября 2019 года                     | Казахстан                                | 2:0                                      | -                                        | Отборочные матчи ЧЕ-2020                 |
| 41                                       | 19 ноября 2019 года                      | Кипр                                     | 6:1                                      | 44′                                      | Отборочные матчи ЧЕ-2020                 |
| 42                                       | 5 сентября 2020 года                     | Дания                                    | 2:0                                      | -                                        | Лига наций УЕФА 2020/2021                |
| 43                                       | 11 октября 2020 года                     | Англия                                   | 1:2                                      | -                                        | Лига наций УЕФА 2020/2021                |
| 44                                       | 14 октября 2020 года                     | Исландия                                 | 2:1                                      | -                                        | Лига наций УЕФА 2020/2021                |

Итого: 44 матча / 6 голов; 34 победы, 5 ничьих, 5 поражений